# 四六精神党
四六精神马来人党或46精神党（缩写S46）是个已解散的马来西亚政党。该党成立于1988年6月3日，于1996年10月8日解散。它的创立是由东姑拉沙里领导的巫统B队派系，作为挑战巫统及党主席兼首相马哈迪·莫哈末而存在。

## 建立

創始人东姑拉沙里

1987年，东姑拉沙里的B队为了争夺巫统控制权而挑战马哈迪·莫哈末的A队。马哈迪最后以41票微差赢得党选，并移除内阁所有的B队成员。 B队领袖声称许多中央代表未经过合法选举，并提起诉讼要求推翻选举结果。这导致在1988年基于技术理由巫统被宣布为非法政党。马哈迪立即重新组成只有A队成员的巫统。
姑里和B队也成立自己的政党，他们试图注册名为巫统46（意指巫统成立于1946年）试图重振旧时巫统的精神；但巫统46这名称因为重叠而被拒绝注册，所以姑里选择了「Semangat 46」（意指四六精神）。1989年6月3日，四六精神党正式注册。同年12月，该党举行了第一场大会。加入四六精神党的领袖有玛丽娜·尤索夫（Marina Yusof）、伊利亚尼·依沙（Ilani Ishak）、哈仑·伊德里斯（Harun Idris）、苏海米卡玛鲁丁（Suhaimi Kamaruddin）、阿末沙比里、奥斯曼·沙阿（Othman Saat）、沙烈·阿巴斯（ Salleh Abas）、拉西锡阿末、东姑阿兹兰以及依布拉欣阿里。

## 大选
1990年，四六精神党成立两个联盟与其他反对党参加1990年马来西亚大选。人民阵线（Gagasan Rakyat） 联盟有多元种族的民主行动党和马来西亚人民党。另一个联盟穆斯林团结阵线（APU）则与穆斯林政党结盟，即泛马来西亚回教党（PAS），泛马来西亚回教阵线（BERJASA），马来西亚穆斯林人民党（HAMIM）和新成立的马来西亚印裔穆斯林大会（KIMMA）。
尽管有这些联盟，四六精神党在1990年大选表现不佳，在180国会议席中只赢得8席。不过，穆斯林团结阵线在姑里的家乡州吉兰丹告捷，赢下39席。四六精神党赢得15席，伊斯兰党赢得24席，让巫统历史上在州选举首次未赢得任何席位。
在接下来的几年中，四六精神党失去了支持，许多党员跳槽到巫统，包括该党的青年团长依布拉欣阿里。其他留下来的党员则退出政治活动。1994年2月，四六精神党决定在马来社群问题上挑战巫统。该党改名为「四六精神马来人党」，并放弃了其多元种族的立场。
在1990年代中期，四六精神党与民主行动党的关系恶化，最终导致人民阵线在1995年马来西亚大选前解散。同时，四六精神党在权力分享的吉兰丹州与伊斯兰党关系，因姑里提起想回归巫统而被伊党方面宣布中断，虽然他们仍然设法保持共同控制的吉兰丹州，及在1995年举行的选举保持合作。 这次的选举，该党的信誉受到严重损失，获得较少的选举胜利和许多关键人物落马。 副主席莱士雅丁在1995年大选中失去了他的议会席位，虽然姑里重新当选。 最后，四六精神党赢了六个国会议席，主要来自吉兰丹州的支持。

## 解散
1996年5月，四六精神党的规模和影响力大幅度地降低。 姑里最后花费数百万令吉以维护党的开销。姑里向最后剩余的二十万个党员正式宣布他将解散该党，并在十月正式解散。姑里与多数党员重新加入巫统。但有些人拒绝重新加入巫统，他们从政治引退或加入伊斯兰党。

## 大选成绩
| 大选 | 赢得席位 | 竞选席位 | 得票数  | 得票率 | 选举结果                                        | 选举领袖   |
| ---- | -------- | -------- | ------- | ------ | ----------------------------------------------- | ---------- |
| 1990 | 8 / 180  | 55       | 826,398 | 14.77% | ▲8席；反对党联盟 （穆斯林团结阵线)/（人民阵线） | 东姑拉沙里 |
| 1995 | 6 / 192  | 67       | 616,589 | 10.35% | ▼2席；反对党联盟 （穆斯林团结阵线)/（人民阵线） | 东姑拉沙里 |